# ...There and Then
…There and Then é uma compilação de melhores momentos de três concertos realizados pela banda britânica Oasis nos anos de 1995 e 1996, durante a turnê de (What's the Story) Morning Glory?.

## Lista de Músicas
- Todas as composições por Noel Gallagher, exceto 17 e 18.

1. Program Start
2. "The Swamp Song"- 04:24
3. "Acquiesce" - 04:30
  - Ao fim, Noel Gallagher toca acordes da canção "Sally Cinnamon" do The Stone Roses.
4. "Supersonic" - 04:32
5. "Hello" (Contém partes de "Hello, Hello, I'm Back Again" de Gary Glitter) - 03:21
6. "Some Might Say" - 05:28
7. "Roll With It" - 03:58
8. "Morning Glory" (Acoustic) - 05:03
9. "Round Are Way" - 05:42
10. "Cigarettes & Alcohol" - 04:50
11. "Champagne Supernova" - 07:31
12. "Cast No Shadow" - 04:51
13. "Wonderwall" - 04:20
14. "The Masterplan" - 05:22
15. "Don't Look Back in Anger" - 04:48
16. "Live Forever" - 04:38
17. "I Am the Walrus" (John Lennon/Paul McCartney) - 06:30
18. "Cum on Feel the Noize" (Noddy Holder/Jimmy Lea) - 05:00

### CD Bônus
As primeiras cópias da versão em VHS contém um CD de áudio com as faixas:
1. Wonderwall (acoustic) (gravada em Earls Court, Londres no dia 4 de novembro de 1995).
2. Cigarettes & Alcohol (gravada em Maine Road, Manchester on the 28 de abril de 1996)
3. Champagne Supernova (participação de John Squire da banda The Stone Roses) - (gravada em Knebworth Park, Stevenage no dia 11 de agosto de 1996.)

Wonderwall e Champagne Supernova são bônus em áudio na versão em DVD de…There And Then.